# Élections municipales paraguayennes de 2021
Les élections municipales paraguayennes de 2021 ont lieu le 10 octobre 2021 au Paraguay afin de renouveler au suffrage direct les conseillers municipaux et les maires des municipalités du pays. Initialement prévue pour le 8 novembre 2020, les élections sont reportées au 28 du même mois, puis en octobre 2021 à cause de la progression de la pandémie de Covid 19,.